# Люхчанська сільська рада
Люхча́нська сільська́ ра́да — колишній орган місцевого самоврядування в Сарненському районі Рівненської області. Адміністративний центр — село Люхча.

## Загальні відомості
- Люхчанська сільська рада утворена в 1939 році.
- Територія ради: 70,049 км²
- Населення ради: 4 161 особа (станом на 2001 рік)
- Територією ради протікає річка Случ.

## Населені пункти
Сільській раді підпорядковані населені пункти:
- с. Люхча
- с. Глушицьке
- с. Глушиця
- с. Дубки
- с. Обірки

## Склад ради
Рада складалася з 22 депутатів та голови.
- Голова ради: Дебелий Василь Миколайович
- Секретар ради: Клочко Сергій Іванович

### Керівний склад попередніх скликань
| Прізвище, ім'я, по батькові | Основні відомості                                                          | Дата обрання | Дата звільнення |
| --------------------------- | -------------------------------------------------------------------------- | ------------ | --------------- |
| Сосюк Василь Хомич          | Сільський голова, 1960 року народження, член Соціалістичної партії України | 26.03.2006   | 31.10.2010      |
| Сосюк Олександр Васильович  | Сільський голова, 1964 року народження, освіта вища, безпартійний          | 31.10.2010   |                 |

Примітка: таблиця складена за даними сайту Верховної Ради України